# Берко Йосип Миколайович
Берко Йосип Миколайович  (10 жовтня 1938 р., с. Дрогоїв, Перемишльський повіт, Польща) — ботанік, педагог. Доктор біологічних наук, професор. Академік Всеукраїнської громадської організації «Академія наук вищої школи України». Почесний член Українського ботанічного товариства.

## Біографія
Берко Йосип Миколайович народився 10 жовтня 1938 року в с. Дрогоїв Перемишльського повіту на споконвік українських землях, що входять до складу Польщі. Навесні 1945 року разом з родиною, згідно з договором між Українською РСР і Польським Комітетом Національного Визволення, переселений в Українську РСР (с. Верхня Білка Новояричівського (тепер — Пустомитівського) району Львівської області). 
З 1945 по 1955 рік — учень Верхньобілківської середньої школи, а з вересня 1955 по травень 1960 року — студент географічного факультету Львівського державного університету імені Івана Франка. Впродовж 1961—1963 рр. — молодший науковий співробітник відділу ботаніки Львівського науково-природознавчого музею АН УРСР, а з 1963 по 1968 рік — відділу експериментальної екології та біоценології Львівського відділення Інституту ботаніки АН УРСР. З вересня 1968 року — асистент, а з 1972 року — доцент кафедри біології Львівського зооветеринарного інституту (з 1992 р. — Львівська академія ветеринарної медицини, а з 1994 р. — ЛАВМ імені С. З. Ґжицького, реорганізована в 2007 році в університет, тепер — Львівський національний університет ветеринарної медицини та біотехнологій імені С. З Ґжицького). В 1983 році з розділенням кафедри біології на дві самостійні кафедри — зоології та кормовиробництва і ботаніки став завідувачем другої з них. Обіймав цю посаду до об'єднання в 1989 році обох цих кафедр знову в кафедру біології. Стає завідувачем цієї кафедри й очолює її аж до вересня 2010 року. З 1994 по 2003 рік, окрім завідування кафедрою, за сумісництвом працював проректором з виховної роботи. З вересня 2010 року за станом здоров'я попросився у відставку, залишившись на кафедрі її професором, а з липня 2011 року з утворенням нової кафедри екології та біології обіймав на ній посаду професора, на якій перебував до виходу на пенсію в березні 2015 року.

## Наукова діяльність
Як спеціаліст з географічною освітою в 1961 році був прийнятий молодшим науковим співробітником відділу ботаніки Науково-природознавчого музею АН УРСР з метою проведення великомасштабного картування рослинності Українських Карпат. Однак невдовзі зі зміною наукової тематики відділу, маючи схильність до пізнання світу рослин, залишається у відділі і з допомогою його завідувача професора К. А. Малиновського самостійно опановує теоретичні засади ботаніки та методику польових ботанічних досліджень. Упродовж 6 років проводив флористичні і геоботанічні дослідження Горган — центральної частини Українських Карпат, за результатами яких підготовив кандидатську дисертацію «Рослинність Горган та її народногосподарське значення», яку в 1967 році захистив на засідання вченої ради Інституту ботаніки АН УРСР (м. Київ), здобувши науковий ступінь кандидата біологічних наук. З переходом на роботу у Львівський зооветеринарний інститут більше двох десятків років вивчав, поєднуючи з педагогічною роботою, життєві форми рослин родини губоцвітих (Lamiaceae) флори України, за результатами яких написав дисертацію «Життєві форми губоцвітих України (структура, морфогенез, класифікація)» на здобуття наукового ступеня доктора біологічних наук, яку успішно захистив у 1994 році на засіданні Спеціалізованої вченої ради Інституту ботаніки АН УРСР. У наступні після захисту дисертації роки продовжував дослідження з морфоструктури, морфогенезу та еволюції життєвих форм губоцвітих України. Автор і співавтор понад 170 наукових, науково-популярних та публіцистичних праць з флористики, геоботаніки, біоморфології рослин, а також з педагогіки вищої школи.

## Педагогічна діяльність
Цей вид діяльності, поряд з іншими — науковою, виховною, громадсько-корисною, здійснювався впродовж усіх 47 років перебування на викладацькій посаді в навчальному закладі. Полягала вона в першу чергу в читанні студентам денної та заочної форм навчання лекцій та проведення лабораторно-практичних занять з ботаніки, охорони природи і заповідної справи, а також у виконанні всіх інших видів робіт, передбачених навчальними програмами цих дисциплін. Здійснювалося постійне вдосконалення навчального процесу шляхом поєднання традиційних і новітніх методів навчання (модульний принцип, програмований контроль та рейтингова система оцінювання знань, впровадження індивідуальних навчально-дослідних завдань та ін.), спрямованих на здобуття студентами глибоких знань, умінь і навичок самостійної роботи та наукових досліджень, формуванню їх як творчих особистостей з високою культурою та глибокими патріотичними переконаннями. З 2006 року в навчальний процес з ботаніки і заповідної справи впроваджено кредитно-модульну систему як одну зі складових Болонського процесу, до якого приєдналася Україна, ставши повноправним учасником формування Європейського простору вищої освіти. Особисто та в співавторстві розроблено й видано 2 практикуми та 12 методичних вказівок з ботаніки і заповідної справи. Розроблено й опубліковано проекти Програм з навчальних дисциплін «Ботаніка» і «Заповідна справа». Співавтор Програми навчальної дисципліни «Ботаніка» для підготовки бакалаврів в аграрних ВНЗ України ІІ-IV рівнів акредитації з напряму 1302 «Зооінженерія» (м. Київ, 2004 р.). З проблем педагогіки вищої школи опубліковано особисто й в співавторстві 36 статей.

## Навчально-виховна діяльність
Обійнявши в навчальному закладі в перші роки утвердження й розбудови незалежної Держави Україна посаду проректора з виховної роботи, вважав першочерговим своїм завданням проведення якісної перебудови організації та змісту виховного процесу, спрямованого на виховання у студентів — майбутніх спеціалістів аграрного профілю, поруч з набуттям ними фундаментальних фахових знань, глибокого патріотизму до своєї Батьківщини України, готовності до її захисту, усвідомлення своєї ідентичності й національної гідності, розширення світогляду, всебічного духовного й культурного збагачення. З цією метою згідно з поставленим завданням було запропоновано програму докорінної перебудови виховного процесу в навчальному закладі, яка була підтримана й схвалена його ректоратом та Вченою радою. Щотижневі 45-ти хвилинні виховні заняття з наставниками замінено на заняття тривалістю 80 хвилин (одна «пара») з періодом проведення двічі на місяць і введенням їх у навчальний розклад поруч з усіма навчальними дисциплінами. Запропоновано новий спецкурс «Основи української державності, культури та духовності», розроблено та видано його програму, вивчення якої здійснюється впродовж усіх років навчання студента у навчальному закладі. Форми проведення занять під керівництвом викладачів-наставників — демократичні й різноманітні: традиційні заняття, періодичні зустрічі з відомими громадськими і політичними діячами, поетами, письменниками, артистами, екскурсії в музеї Львова тощо. Запропоновано й підтримано ректоратом, а також Міністерством аграрної політики України проведення на базі навчального закладу в 1999 році вперше Всеукраїнської науково-практичної конференції аграрних ВНЗ з національно-громадянського виховання. З проблем організації і змісту виховного процесу здійснено понад 50 публікацій в наукових журналах, збірниках, матеріалах конференцій та у видавничому органі навчального закладу — газеті «Світ Академії», згодом перейменованої у «Світ Університету». Написано в співавторстві й видано науково-методичний посібник «Організаційно-методичні та психолого-педагогічні основи виховної роботи наставника», який має гриф Міністерства освіти і науки України.

## Спроби літературної діяльності
На підставі вивчення творів чотирьохтомної «Мистецької спадщини» (Вид-во АН УРСР, 1961—1964 рр.) та «Кобзаря» (ВЦ «Просвіта», 2003 р.) Тараса Шевченка встановлено їхнє співвідношення за наявністю або відсутністю ужитих у них автором назв рослин, з'ясовано функціональну роль образу кожної з рослин відповідної назви в системі зображально-виражальних засобів мистецьких і поетичних творів, а також у розкритті їхньої ідейної спрямованості та емоційного сприйняття. Проведено різноаспектний аналіз рослин різних назв поетичних творів, здійснено порівняльний виклад характерних особливостей їхніх образів за номінативним та тропеїчним значенням, зокрема, у складі тропів порівняння, символ, уособлення, алегорія та іронія. Стверджується, що Тарас Шевченко володів достатніми знаннями про вживані в його творах рослини 62 назв, підставою чого слугують їхні об'єктивні образи у творах, що створені згідно з врахуванням ботанічних, біологічних, екологічних, господарських особливостей та географії поширення кожної рослини в межах України та на теренах далеких від неї країв. За матеріалами проведених досліджень написано й підготовлено до друку монографію «Світ рослин у творчості Тараса Шевченка» обсягом 838 сторінок комп'ютерного набору. Проведено літературно-аналітичний розгляд творів низки поетичних збірок відомого українського поета Миколи Миколаєнка (м. Дніпро). Зміст розгляду викладається окремою статтею «З любов'ю до Людини та України» у Збірнику публікацій про творчість поета під назвою «У сяйві Замцерли» (2014 р.) та вступною статтею «Я, Незалежної доби поет…» в п'ятому томі Зібрання його поезій під спільною назвою «Віща зоря» (2014 р.). Обидва видання присвячені 95-літтю поета, Патріарха української поезії.

## Громадська діяльність
За час роботи у навчальному закладі постійно залучався до громадсько-корисної роботи. Багато років був головою художньої ради студентського клубу, очолював концертні поїздки студентської художньої самодіяльності в аграрні ВНЗ України та Прибалтики. Низку років був головою методичних комісій зооінженерного факультету, факультету заочної освіти та підготовчого відділення, входив до складу методичної ради навчального закладу, очолював редакційну колегію газети «Світ Академії», брав участь у розробці Положення про кредитно-модульну систему організації навчального процесу, а також у написанні навчальних посібників і окремих статей з цього питання. Поза межами навчального закладу багато років входив до складу правління Львівського відділення Українського ботанічного товариства, а також правління Львівського відділення Всеукраїнського педагогічного товариства імені Григорія Ващенка, член Наукового товариства імені Шевченка.

## Нагороди
Двічі нагороджений Почесними грамотами Міністерства аграрної політики України та Почесною грамотою Міністерства освіти і науки України, а також ювілейною медаллю Львівської державної академії ветеринарної медицини імені С. З. Ґжицького з нагоди 100-річчя від дня народження професора Степана Гжицького.

## Вибрані праці

### Наукові
- Берко Й. М. Фітоценотичний нарис смерекових лісів (Piceeta abietis) на Горганах // Укр. ботан. журн. — 1970. — 27, № 5. — С. 608—613.
- Берко Й. М. До питання вивчення і періодизації великого життєвого циклу вегетативно рухливих рослин // Укр. ботан. журн. — 1976. — 33, № 6. — С. 604—609.
- Берко Й. М., Козій Б. І. Методика позонального моделювання будови монокарпічного пагона трав'яних багаторічників // Укр. ботан. журн. — 1989. — 46, № 2. — С. 93—97.
- Берко Й. М. Типи онтогенезу і синонтогенезу квіткових рослин // Вивчення онтогенезу рослин природних та культурних флор у ботан. садах Євразії. — Київ — Львів, 1994. — С. 12—13.
- Берко Й. М. Типи пагонів видів родини губоцвітих (Lamiaceae) флори України та їх екобіоморфологічна характеристика // Праці Наук. т-ва ім. Шевченка. Т. ХХІІІ, Екологічний збірник. — Львів, 2008. — С. 146—155.
- Берко Й. М. Поздовжня симетрія пагона та її особливості у рослин родини губоцвітих (Lamiaceae) флори України // Сучасна фітоморфологія. Матеріали 3-ї Міжнарод. наук. конф. з морфології рослин. Т. 5. — Львів, 2014. — С. 257—266.

### Науково-педагогічні
- Берко Й. М., Грицина М. Р. Практичний курс ботаніки. Навч.-метод. посібник. — Львів: ЛКТ ЛНАВМ ім. С. З. Гжицького, 2006. — 124 с.; Берко Й. М., Грицина М. Р. Контрольна програма (тест) з ботаніки. Навч.-метод. посібник. — Львів: ЛКТ Львівський НУВМБТ ім. С.З Гжицького, 2011. — 116 с.
- Берко Й. М. Практичний курс ботаніки у вищій школі (нетрадиційний дидактико-методичний аспект) // Матеріали ХІІІ з'їзду Українського ботан. т-ва (Львів, 19-23 вересня 2011 р.). — Львів, 2011. — С. 11.
- Берко Й. М. Методичні вказівки до виконання індивідуальних навчально-дослідних завдань з заповідної справи. — Львів: ФОП Корпан Б. І., 2013. — 16 с.
- Драч М. П., Берко Й. М., Мельник О. М. та ін. Тимчасове положення про кредитно-модульну систему організації навчального процесу. — Львів: ЛКТ ЛНАВМ ім. С. З. Гжицького, 2006. — 68 с.
- Драч М. П., Берко Й. М., Степанюк О. І., Цісарик О. Й. Положення про організацію навчального процесу в Львівському НУВМБТ ім. С. З. Гжицького. — Львів: ЛКТ ЛНУВМБТ ім. С. З. Гжицького, 2013. — 58 с.

### Навчально-виховні
- Кравців Р. Й., Берко Й. М., Брик М. В. Основи української державності, культури та духовності. Навчальна програма для студентів. — Львів, 1996. — 78 с.; — Львів, 2007. — 85 с.
- Кравців Р. Й., Берко Й. М., Брик М. В., Козій М. В., Дідковська Л. І. Організаційно-методичні та психолого-педагогічні основи виховної роботи наставника. — Львів: ЛДАВМ ім. С. З. Гжицького, 2002. — 124 с.

### Літературно-аналітичні
- Берко Й. М. Ботаніко-тропеїчний аналіз поетичних творів «Кобзаря» Тараса Шевченка // Наук. вісник ЛНУВМБТ ім. С. З. Гжицького. — 2012. — Т. 14, № 3 (53). Част. 4. — С. 137—144.
- Берко Й. М. Ботанічний аспект мистецької творчості Тараса Шевченка // Наук. вісник ЛНУВМБТ ім. С. З. Гжицького. — 2013. — Т. 15, № 3 (57). Част. 4. — С. 346—359.
- Берко Й. М. Про текстуальні відмінності вірша «Бували войни й військовії свари» в різних виданнях поетичних творів Тараса Шевченка // Наук. вісник ЛНУВМБТ ім. С. З. Гжицького. — 2015. — Т. 17, № 1 (61). Част. 4. — С. 267—282.
- Берко Й. М. З любов'ю до Людини й України // У сяйві Замцерли. Збірник публікацій про творчість Миколи Миколаєнка — з нагоди 95-ліття письменника. Вип. 3 / упорядкування Ю. М. Родіонової. — Д.: ЛІРА, 2014. — С. 160—166.
- Берко Й. М. Я, Незалежної доби поет… // Микола Миколаєнко. Віща Зоря. Зібрання поезій у п'яти томах — до 95-ліття автора. Том п'ятий (2010—2012 рр.) — Д.: ЛІРА, 2014. — С. 4—10.